# The Human Abstract
I The Human Abstract sono un gruppo musicale metalcore/ progressive metal/ djent di Los Angeles (California), il cui nome prende spunto dal poema dello scrittore William Blake.

## Storia del gruppo
Il 22 agosto del 2006 esce il loro primo album, Nocturne, per la Hopeless Records. L'album ha avuto un discreto successo, subendo però anche critiche sul genere, un metalcore mescolato con il neoclassic. Durante lo stesso anno gli The Human Abstract hanno fatto diversi tour, suonando con band del calibro di Protest the Hero, All That Remains, Arsis, Goatwhore, God Forbid, Misery Signals, Drop Dead, Gorgeous, It Dies Today e The Chariot.
Hanno partecipato al Warped Tour nel 2007 e nel 2008, un festival hardcore-metal tenutosi in America.
Il 19 agosto del 2008 è uscito il loro album Midheaven un full-length contenente 10 brani, sempre per l'etichetta discografica Hopeless Records.
L'8 marzo 2011 la band pubblica la sua terza fatica discografica intitolata "Digital Veil", in cui le influenze del Neoclassical Metal e quelle del Progressive metal si uniscono alla voce del nuovo cantante Travis Ritcher (già nei Corelia), che mescola a delle chiare e definite parti in voce pulita una sapiente alternanza di scream e growl, amplificando la sfumatura Metalcore del gruppo. La title track "Digital Veil" e "Patterns" vengono estratti come singoli, con annessi videoclip promozionali. Oltre al singolo citato è degno di nota il brano "Faust", esempio lampante della preparazione tecnica dei componenti della band.

## Caratteristiche
La caratteristica principale dei The Human Abstract è indubbiamente la magistrale preparazione tecnica degli strumentisti che compongono la band, in particolare dei due chitarristi A.J. Minette e Dean Herrera che si alternano in vorticosi assoli in sweep picking; l'utilizzo di tale tecnica è magistralmente eseguito nell'assolo del brano "Mea Culpa" dall'album del 2006 "Nocturne". Questa componente tecnica però non esclude assolutamente una spiccata vena melodica che si esprime soprattutto attraverso brani lenti come "Sotto Voce" (realizzata con chitarre classiche) e "Desiderata" (tratti da "Nocturne") e la traccia d'apertura di "Digital Veil" intitolata "Elegiac". Tutto ciò è condito da un cantato proprio del genere Metalcore basato sull'uso dello scream e del growl che si alterna ad abbondanti melodie in voce pulita.

## Membri
- Travis Ritcher  - voce (2010–2011, 2012–present)
- A.J. Minette - chitarra (2004–2007, 2010–presente)
- Dean Herrera - chitarra (2004–presente)
- Brett Powell - batteria (2004-2006, 2007–present)

## Ex-membri
- Nick Olaerts – voce (2004–2005)
- Kenny Arehart – basso (2004–2006)
- Nathan Ells – voce (2006–2009)
- Henry Selva – basso (2006–2007, 2008–2011)
- Mike Nordeen – basso (2007–2008)
- Sean Leonard – piano, sintetizzatori, tastiere (2007–2009)
- Andrew Tapley – chitarra ritmica (2007–2011)

Turnista
- Ryan Devlin (Corelia) – lead vocals (2011)[13]

## Discografia

### Album in studio
- 2006 - Nocturne
- 2008 - Midheaven
- 2011 - Digital Veil

### EP
- 2005 - The Human Abstract
- 2012 - Moonlight Sonata

### Apparizioni in compilation
- 2007 - Warped Tour 2007 Tour Compilation